# 普莉瑪遊戲
普莉瑪遊戲是藍燈書屋的分部-藍燈書屋資訊群之一，是全美國最大的電子遊戲攻略本出版商，總部位於加州羅斯維爾，他們主要出版有關於電子遊戲的詳細攻略與角色的細節。

## 著名頭銜
這家出版公司從成立之今已經出版了超過9000萬本的攻略書，在2005年，他們開始出版電子攻略書